# Mosquée Kurt-Čelebi à Novi Pazar
La mosquée Kurt-Čelebi à Novi Pazar (en serbe cyrillique : Курт-Челебијина џамија у Новом Пазару ; en serbe latin : Kurt-Čelebijina džamija u Novom Pazaru) est une mosquée ottomane  qui se trouve à Novi Pazar, dans le district de Raška, en Serbie. Elle est inscrite sur la liste des monuments culturels protégés de la république de Serbie (identifiant no SK 365),.

## Présentation
La mosquée, située dans le faubourg de Svojbor, sur la rive droite de la rivière Jošanica, remonte au XVIe siècle, ; elle est mentionnée pour la première fois en 1604,. Entièrement détruite au XIXe siècle, elle a été construite par le mütesellim (sorte de gouverneur) de Novi Pazar, Ejub-pacha, en 1837, comme en témoigne une inscription en persan au-dessus de l'entrée du bâtiment ; cette attribution lui vaut le surnom de « mosquée du pacha »,. Comme l'édifice se délabrait, la communauté islamique a lancé le projet d'une nouvelle reconstruction en 1988, en suivant les principes de protection du monument ; un minaret haut de 33 m a été construit en 2002 et la partie ancienne de la mosquée a alors été surmontée d'un grand dôme et de six petits dômes.